# Elecciones regionales de Ica de 2006
Las elecciones regionales de Ica de 2006 se llevaron a cabo el 19 de noviembre de 2006 para elegir al presidente regional, vicepresidente y al Consejo Regional para el periodo 2007-2010. La elección se celebró simultáneamente con las elecciones regionales y municipales (provinciales y distritales) en todo el Perú.

## Sistema electoral
El Gobierno Regional de Ica es el órgano administrativo y de gobierno del departamento de Ica. Está compuesto por el presidente regional, el vicepresidente regional y el Consejo Regional.
La votación del presidente, vicepresidente y consejo regional se realiza en base al sufragio universal, que comprende a todos los ciudadanos nacionales mayores de dieciocho años, empadronados y residentes en el departamento de Ica y en pleno goce de sus derechos políticos.
El Consejo Regional de Ica está compuesto por 7 consejeros elegidos por sufragio directo para un período de cuatro (4) años, en forma conjunta con la elección del presidente regional. La votación es por lista cerrada y bloqueada. Se asigna a la lista ganadora los escaños según el método d'Hondt o la mitad más uno, lo que más le favorezca.

## Composición del Consejo Regional de Ica
La siguiente tabla muestra la composición del Consejo Regional de Ica antes de las elecciones.
| Partidos | Partidos                                                   | Consejeros |
| -------- | ---------------------------------------------------------- | ---------- |
|          | Partido Aprista Peruano                                    | 5          |
|          | Unidad Nacional                                            | 1          |
|          | Agrupación Independiente Unión por el Perú - Frente Amplio | 1          |

## Partidos y candidatos
A continuación se muestra una lista de los principales partidos y alianzas electorales que participaron en las elecciones:
| Candidatura | Candidatura | Partidos y alianzas                                    | Candidatos | Candidatos                  | Ideología                                        | Resultado previo | Resultado previo | Ref. |
| Candidatura | Candidatura | Partidos y alianzas                                    | Candidatos | Candidatos                  | Ideología                                        | Votos (%)        | Con.             | Ref. |
| ----------- | ----------- | ------------------------------------------------------ | ---------- | --------------------------- | ------------------------------------------------ | ---------------- | ---------------- | ---- |
|             | APRA        | Lista - Partido Aprista Peruano (APRA)                 |            | José Gereda Solari          | Aprismo                                          | 32.15%           | 5                |      |
|             | UPP         | Lista - Unión por el Perú (UPP)                        |            | Narciso Cárdenas de la Cruz | Nacionalismo de izquierda Socialdemocracia       | 16.35%           | 1                |      |
|             | PP          | Lista - Perú Posible (PP)                              |            | Juan Ramírez Canchari       | Socioliberalismo Democracia liberal Tercera vía  | 10.99%           | 0                |      |
|             | AP          | Lista - Acción Popular (AP)                            |            | José de la Borda Elías      | Humanismo Nacionalismo cívico Reformismo         | 6.84%            | 0                |      |
|             | FREPROI     | Lista - Frente Regional Progresista Iqueño (FREPROI)   |            | Rosendo Carranza López      | Regionalismo iqueño                              | 5.50%            | 0                |      |
|             | Sí Cumple   | Lista - Agrupación Independiente Sí Cumple (Sí Cumple) |            | Eduardo Cabrera Ganoza      | Fujimorismo Populismo de derecha                 | Nuevo            | Nuevo            |      |
|             | PNP         | Lista - Partido Nacionalista Peruano (PNP)             |            | Ana Jara Velásquez          | Socialismo democrático Nacionalismo de izquierda | Nuevo            | Nuevo            |      |
|             | PRI         | Lista - Partido Regional de Integración (PRI)          |            | Rómulo Triveño Pinto        | Regionalismo iqueño                              | Nuevo            | Nuevo            |      |

## Resultados

### Sumario general
| |                                                |              |              |              |            |            |  |  |
| Partidos y coaliciones | Partidos y coaliciones                         | Voto popular | Voto popular | Voto popular | Consejeros | Consejeros |  |  |
| Partidos y coaliciones | Partidos y coaliciones                         | Votos        | %            | ±pp          | Total      | +/−        |  |  |
| | Partido Regional de Integración (PRI)          | 119,533      | 32.05        | Nuevo        | 5          | +5         |  |  |
| | Partido Aprista Peruano (APRA)                 | 82,031       | 22.00        | –10.15       | 1          | –4         |  |  |
| | Partido Nacionalista Peruano (PNP)             | 80,397       | 21.56        | Nuevo        | 1          | +1         |  |  |
| | Acción Popular (AP)                            | 24,427       | 6.55         | –0.29        | 0          | ±0         |  |  |
| | Agrupación Independiente Sí Cumple (Sí Cumple) | 21,299       | 5.71         | Nuevo        | 0          | ±0         |  |  |
| | Perú Posible (PP)                              | 19,866       | 5.33         | –5.66        | 0          | ±0         |  |  |
| | Unión por el Perú (UPP)1                       | 16,219       | 4.35         | –12.00       | 0          | –1         |  |  |
| | Frente Regional Progresista Iqueño (FREPROI)   | 9,164        | 2.46         | –3.04        | 0          | ±0         |  |  |
| |                                                |              |              |              |            |            |  |  |
| Total | Total                                          | 372,936      |              |              | 7          | ±0         |  |  |
| |                                                |              |              |              |            |            |  |  |
| Votos válidos | Votos válidos                                  | 372,936      | 90.18        | +2.72        |            |            |  |  |
| Votos en blanco | Votos en blanco                                | 13,627       | 3.30         | –1.17        |            |            |  |  |
| Votos nulos | Votos nulos                                    | 26,995       | 6.53         | –1.55        |            |            |  |  |
| Votos emitidos | Votos emitidos                                 | 413,558      | 90.23        | +1.71        |            |            |  |  |
| Abstenciones | Abstenciones                                   | 44,802       | 9.77         | –1.71        |            |            |  |  |
| Votantes registrados | Votantes registrados                           | 458,360      |              |              |            |            |  |  |
| |                                                |              |              |              |            |            |  |  |
| Fuente: |                                                |              |              |              |            |            |  |  |
| Notas al pie: 1 Comparado con los resultados de Agrupación Independiente Unión por el Perú - Frente Amplio (UPP) en las elecciones de 2002. |                                                |              |              |              |            |            |  |  |
| Notas al pie: |                                                |              |              |              |            |            |  |  |
| 1 Comparado con los resultados de Agrupación Independiente Unión por el Perú - Frente Amplio (UPP) en las elecciones de 2002.               |                                                |              |              |              |            |            |  |  |

### Autoridades electas
| Cargo                          | Autoridad electa | Autoridad electa             | Partido político | Partido político                |
| ------------------------------ | ---------------- | ---------------------------- | ---------------- | ------------------------------- |
| Presidente Regional de Ica     |                  | Rómulo Triveño Pinto         |                  | Partido Regional de Integración |
| Vicepresidente Regional de Ica |                  | Alonso Navarro Cabanillas    |                  | Partido Regional de Integración |
| Consejero Regional de Ica      |                  | Luis Falconí Hernández       |                  | Partido Regional de Integración |
| Consejero Regional de Ica      |                  | Álex Pillaca Castilla        |                  | Partido Regional de Integración |
| Consejero Regional de Ica      |                  | Juan Cabrejas Hernández      |                  | Partido Regional de Integración |
| Consejero Regional de Ica      |                  | Rubén Rivera Chávez          |                  | Partido Regional de Integración |
| Consejera Regional de Ica      |                  | Aida Lozano Trujillo         |                  | Partido Regional de Integración |
| Consejero Regional de Ica      |                  | Herbert Suiney Pacheco       |                  | Partido Aprista Peruano         |
| Consejero Regional de Ica      |                  | Felipe Chacaliaza Magallanes |                  | Partido Nacionalista Peruano    |